# Parque provincial de la Playa Parlee
El Parque provincial de la Playa Parlee (en inglés: Parlee Beach Provincial Park; francés: Parc provincial de la Plage-Parlee) es un parque provincial de Canadá ubicado en Pointe-du-Chêne, en la provincia de Nuevo Brunswick.
Es propiedad del Gobierno de Nuevo Brunswick y es operado por el Departamento de Turismo y Parques. El Parque Provincial de la playa Parlee incluye la Playa Parlee, posiblemente la playa más popular en Nuevo Brunswick, así como un campamento, que es usado como área de pícnic, y tiene restaurantes, cantinas, un anfiteatro, vestidores, duchas, baños, parque infantil y estacionamiento para más de 10.000 vehículos. El parque está abierto desde las 8 a. m. hasta las 10 p. m. durante los meses de verano.
La playa fue construida en 1916, y es el resultado de un proyecto del gobierno provincial. La playa fue nombrada así en 1959 en honor de T. Babbitt Parlee (1914-1957), diputado y Ministro de Asuntos Municipales de Nuevo Brunswick, que murió en un accidente de avión.